# 김해뉴스
《김해뉴스》는 동부 경남 대표 신문이다. 2010년 창간하였다. 김해시에 본사를 두고 있다.